# Jewel of the Seas
Jewel of the Seas (укр. Коштовність морів) — круїзне судно класу Radiance, що перебуває у власності компанії «Royal Caribbean Cruises Ltd.» та експлуатується оператором «Royal Caribbean International». Ходить під прапором Багамських островів із портом приписки в Нассау.

## Історія судна
Судно було закладене 9 листопада 2002 року на верфі «Meyer Werft» в Папенбурзі, Німеччина. Спуск на воду відбувся 13 березня 2004 року. 22 квітня 2004 року судно здано в експлуатацію, а 8 травня того ж року передано на службу флоту компанії-замовника й здійснило перший рейс.
Церемонія хрещення відбулася 7 травня 2004 року у Саутгемптоні  (Велика Британія). Перший рейс відбувся 8 травня того ж року зі Саутгемптона навколо узбережжя Великої Британії. З часу введення в експлуатацію судно здійснило круїзи у Карибському басейні та навколо Скандинавії. За цими ж маршрутами судно працює і нині.